# 羽後四屋站
羽後四屋站（日语：／ Ugo-yotsuya eki */?）是一座位於秋田縣大仙市的東日本旅客鐵道（JR東日本）田澤湖線的鐵路車站。

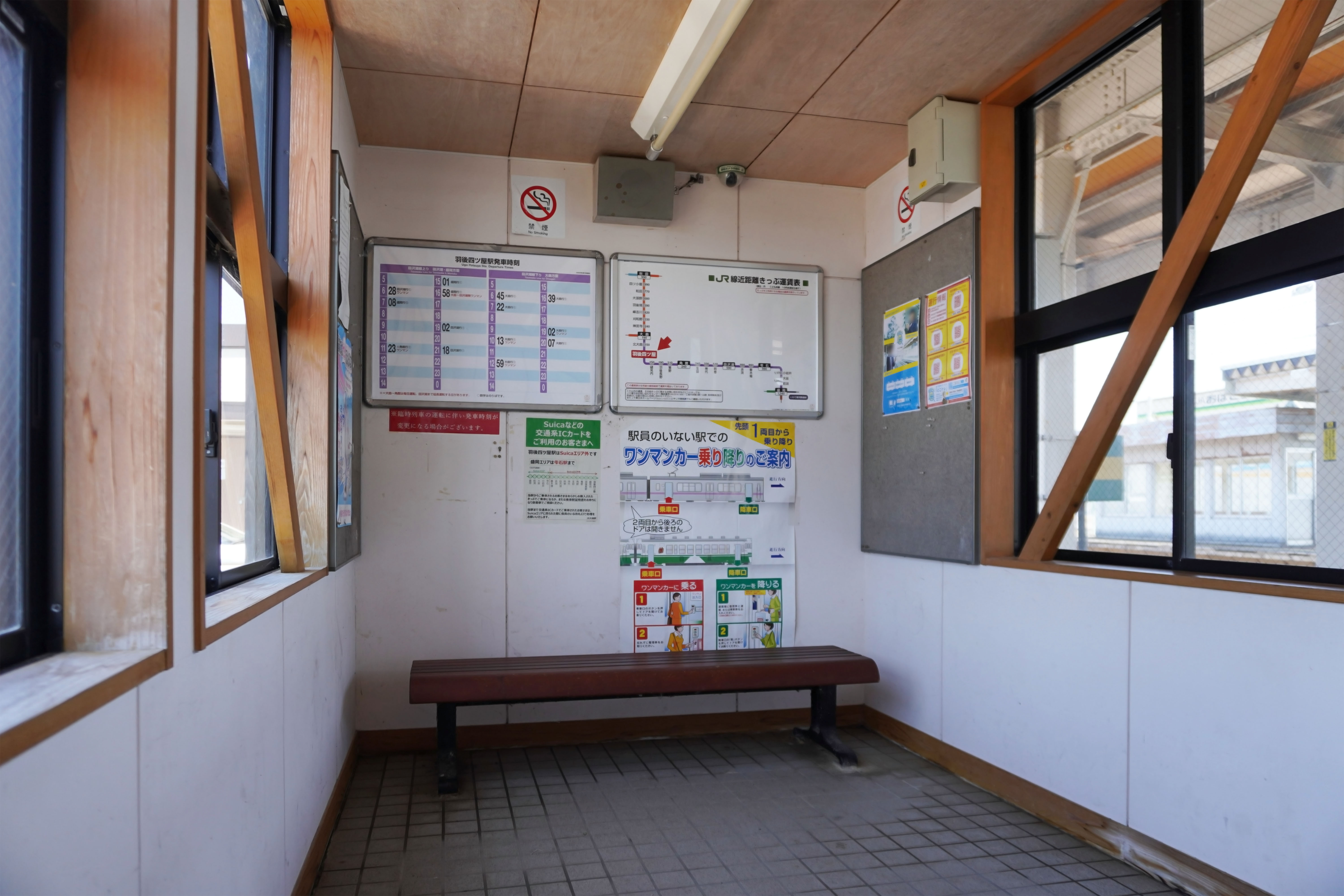
候車室内（2024年5月）

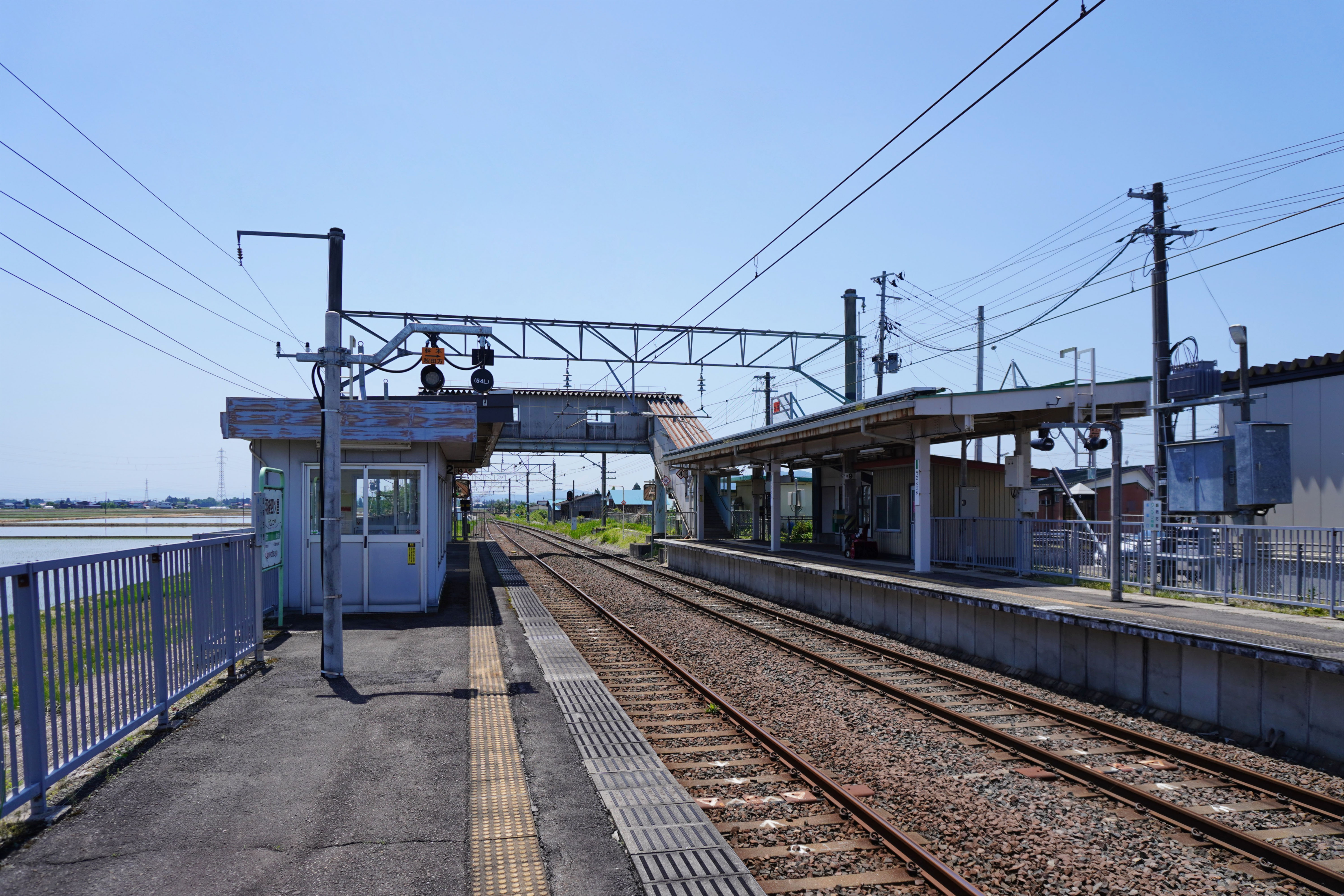
月台（2024年5月）

## 車站構造
對向式月台2面2線的地面車站。各月台以跨線天橋連絡。設有簡易站舍。大曲站管理的無人站。

### 月台配置
| 月台 | 路線      | 方向 | 目的地         |
| ---- | --------- | ---- | -------------- |
| 1    | ■田澤湖線 | 上行 | 角館、盛岡方向 |
| 1    | ■田澤湖線 | 下行 | 大曲方向       |
| 2    | ■田澤湖線 |      | 待避線         |

## 利用狀況
| 乘車人員變化 | 乘車人員變化 |
| 年度         | 1日平均人數  |
| ------------ | ------------ |
| 2000         | 42           |
| 2001         | 35           |
| 2002         | 29           |
| 2003         | 29           |
| 2004         | 29           |
| 2005         | 26           |

## 历史
- 1921年（大正10年）7月30日：車站啟用。
- 1981年（昭和56年）12月25日：成為簡易委託站。
- 1987年（昭和62年）4月1日：因國鐵分割民營化，本站成為東日本旅客鐵道的車站。
- 2007年（平成19年）4月1日：成為無人站。

## 車站周邊
- 國道105號
- 秋田縣道261號國見大曲線
- 四屋郵局

## 相鄰車站
東日本旅客鐵道
■田澤湖線
鑓見內－羽後四屋－北大曲

## 相關項目
- 日本鐵路車站列表

## 外部連結
- JR東日本 羽後四屋站 （页面存档备份，存于）